# Rodrigo de Jerez

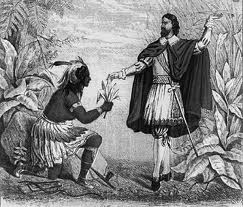
Rodrigo de Jerez

Rodrigo de Jerez – jeden z hiszpańskich marynarzy, którzy wzięli w 1492 roku udział w wyprawie Krzysztofa Kolumba do Ameryki na statku Santa María, zapamiętany został jako pierwszy europejski palacz tytoniu.
We wrześniu 1492 roku marynarz, jako pierwszy, zetknął się z tytoniem na wyspie San Salvador w archipelagu Bahamów. Tam właśnie Indianie zaprezentowali Europejczykom "pozornie bezwartościowe, wysuszone liście o specyficznej woni".
W listopadzie Jerez i Luis de Torres jako pierwsi zaobserwowali Indian palących. Tubylcy wytwarzali rurki ze zwiniętych liści palmowych lub kukurydzianych i umieszczali w nich tytoń, podpalając.
Jerez przejął od Indian zwyczaj palenia i gdy powrócił do Hiszpanii na statku Niña rozpowszechnił go w rodzinnym mieście, Ayamonte. Palenie spowodowało wśród sąsiadów zdziwienie, a o dziwnym zwyczaju doniesiono hiszpańskiej inkwizycji. Jerez został aresztowany z powodu podejrzenia, iż wydobywający się z jego ust dym może być oznaką zadawania się z diabłem. Został zwolniony z więzienia po siedmiu latach.